# Кареличи
Кареличи (блр. Карэлічы; рус. Кореличи; пољ. Korelicze) насељено је место са административним статусом варошице (городской посёлок) у западном делу Републике Белорусије. Административно припада Кареличком рејону Гродњенске области чији је уједно и административни центар.
Према подацима пописа становништва из 2009. у вароши је живело 6.800 становника.

## Географија
Варошица је смештена у западном делу Белорусије, на обалама реке Рутке (леве притоке Њемена), на око 185 km источно од административног центра области Гродна, и на око 42 km од железничке станице Гарадзеја на линији Минск—Барановичи. Кроз варош пролази магистрални друм који повезује градове Навагрудак и Стовпци.

## Историја
У писаним изворима насеље се први пут помиње 1395. године. Током 15. века литвански кнежеви су на овом подручју имали своје летњиковце.
Половином 17. века насеље постаје феудалним поседом породице Радзивил, и тада је уједно почео и његов напредак.
Од 1736. Кареличи постају важан занатски центар, посебно када је реч о ткачкој мануфактури. Карелички ткачи су у то доба били веома цењени у том подручју, а њихови радови украшавали су бројне луксузне замкове тог времена.

## Демографија
Према резултатима пописа из 2009. у вароши је живело 6.800 становника.